# Polon
Polon war ein böotischer Töpfer, tätig in der ersten Hälfte des 6. Jahrhunderts v. Chr.
Er ist bekannt durch seine Signatur auf fünf Gefäßen:
- Fragment eines Aryballos Paris, Louvre L 4 (CA 70)
- Plastische Vase in Form eines Stierkopfes Paris, Louvre CA 938
- Plastische Vase in Form einer sich ringelnden Schlange Paris, Louvre CA 638
- Plastische Vase in Form eines Phantasietierkopfes Paris, Louvre CA 1634
- Plastische Vase in Form eines sitzenden Affen Boston, Museum of Fine Arts 13.115